# Уплотнительное устройство
Уплотнительное устройство — устройство предотвращения утечки или проникновения жидкости или газа путём создания преграды в местах соединения между деталями механизма состоящее из одной детали и более.

## Неподвижные уплотнительные устройства
- герметик (вещество с высокой адгезией к соединяемым деталям и нерастворимое в запорной среде);
- прокладки из различных материалов и различной конфигурации;
- войлок грубошерстный;
- кольца круглого сечения из эластичного материала[1];
- уплотнительные шайбы;
- кабельные вводы;
- пробки;
- применение конусной резьбы;
- контактное уплотнение.

## Подвижные уплотнительные устройства
Подвижные уплотнительные устройства (позволяют совершать различные движения, такие как: осевое перемещение, вращение (в одном или двух направлениях) или сложное движение):
- канавочные уплотнения;
- лабиринтные уплотнения;
- кольца круглого сечения из эластичного материала;
- войлочные кольца;
- маслоотражательные устройства;
- манжеты различной конфигурации;
- лепестковое уплотнение;
- шевронные многорядные уплотнения;
- сальниковые устройства;
- сильфонные уплотнения;
- торцевые механические уплотнения;
- торцевые газовые уплотнения.